# 河平
河平（元年：前28年三月 - 末年：前25年）是西汉时期汉成帝刘骜的第2个年号，共计4年。
在建始五年二月改元河平。

## 起止时间
建始五年三月，改元河平。

## 纪年
| 河平 | 元年   | 二年   | 三年   | 四年   |
| ---- | ------ | ------ | ------ | ------ |
| 公元 | 前28年 | 前27年 | 前26年 | 前25年 |
| 干支 | 癸巳   | 甲午   | 乙未   | 丙申   |

## 参看
- 中國年號索引

| 前一年號： 建始 | 西漢年號 河平 | 下一年號： 阳朔 |